# Karl-Ernst Herrmann
Karl-Ernst Herrmann (* 12. August 1936 in Neukirch/Lausitz; † 13. Mai 2018 in Berlin) war ein deutscher Bühnenbildner, Kostümbildner und Opernregisseur.

## Leben
Karl-Ernst Herrmann studierte in den 1950er Jahren Bühnenbild an der Akademie für bildende Künste in Berlin bei Willi Schmidt. Sein erstes Engagement erhielt er 1961 am Theater Ulm und wurde unter Intendant Kurt Hübner Bühnenbildassistent von Wilfried Minks.
Mit Hübner ging er auch wenige Jahre später an die Städtischen Bühnen nach Bremen, wo junge Regisseure wie Peter Stein und Peter Zadek aufregende Neuinterpretationen der deutschen Klassiker schufen. Die Bildsprache von Bühnenbildnern wie Herrmann und Minks unterstützte das neue revolutionäre Regietheater und hatte maßgeblichen Anteil am Erfolg der jungen Regisseure. 1971 holte ihn Peter Stein an die Berliner Schaubühne am Halleschen Ufer, wo er bis nach dem Umzug an den Lehniner Platz als Bühnenbildner fest engagiert war.
Neben Peter Stein war Claus Peymann der häufigste Partner von Karl-Ernst Herrmann, für den er vor allem die Bühnenbilder für dessen Thomas-Bernhard-Inszenierungen entwickelte. Der dritte ständige Regisseur war Luc Bondy, mit dem er bereits in den 1970er Jahren an der Schaubühne arbeitete.
1982 debütierte Herrmann als Opernregisseur. Gemeinsam mit seiner Frau Ursel Herrmann inszenierte und bebilderte er La clemenza di Tito von Wolfgang Amadeus Mozart in der Brüsseler Oper. Neben der Arbeit als Bühnenbildner wurde die Opernregie zu seiner Hauptbeschäftigung, jeweils im Regieteam mit seiner Ehefrau. Gemeinsame Inszenierungen entstanden für die Salzburger Festspiele, Oster- und Pfingstfestspiele, die Pfingstfestspiele Baden-Baden, die Wiener Festwochen, die Mozartwoche Salzburg, die Berliner und Wiener Staatsoper, die Grand Opéra Paris, die Nederlandse Opera Amsterdam, die Deutsche Oper Berlin, das Grand Théatre de Genève, das Théatre de la Monnaie in Brüssel, das Ständetheater in Prag, das Burgtheater Wien u. a.
Von 1994 bis 2002 hatten beide die Professur für Bühnenbild und Kostüm an der Akademie der Bildenden Künste München inne.
Ihre Inszenierungen von Mozarts La finta giardiniera, Idomeneo, Die Entführung aus dem Serail, Così fan tutte, La clemenza di Tito und dem Pasticcio Ombra felice sowie von Verdis La Traviata wurden verfilmt.
Ihr gemeinsamer Sohn Oliver Herrmann (1963–2003) war Fotograf und Regisseur.

## Auszeichnungen
- 1975 Deutscher Kritikerpreis
- 1988 Kainz-Medaille
- 1989 Theaterpreis Berlin
- 2005 Hein-Heckroth-Bühnenbildpreis[3]

## Werke

### Bühnenbilder
- 1971: Schaubühne am Halleschen Ufer Berlin – Peer Gynt von Henrik Ibsen. Regie: Peter Stein
- 1972: Salzburger Festspiele – Der Ignorant und der Wahnsinnige von Thomas Bernhard. Regie: Claus Peymann
- 1974: Burgtheater – Die Jagdgesellschaft von Thomas Bernhard. Regie: Claus Peymann
- 1976: Staatstheater Stuttgart – Minetti von Thomas Bernhard. Regie: Claus Peymann
- 1976: Pariser Oper (Palais Garnier) – Das Rheingold von Richard Wagner. Regie: Peter Stein, Dirigent: Georg Solti
- 1977: Burgtheater – Der Ruf des Lebens von Arthur Schnitzler – Regie: Johannes Schaaf
- 1977: Schaubühne am Halleschen Ufer – Wie es euch gefällt von William Shakespeare. Regie: Peter Stein
- 1980: Schauspielhaus Bochum – Der Weltverbesserer von Thomas Bernhard. Regie: Claus Peymann
- 1980: Schaubühne Berlin – Orestie von Aischylos. Regie: Peter Stein
- 1981: Schauspielhaus Bochum – Nathan der Weise von Gotthold Ephraim Lessing. Regie: Claus Peymann
- 1983: Schaubühne Berlin – Die Neger von Jean Genet. Regie: Peter Stein
- 1984: Schaubühne Berlin – Der Park von Botho Strauß. Regie: Peter Stein
- 1985: Salzburger Festspiele – Der Theatermacher von Thomas Bernhard. Regie: Claus Peymann. (Später Schauspielhaus Bochum, Burgtheater)
- 1986: Salzburger Festspiele – Ritter, Dene, Voss. Regie: Claus Peymann. (Später Akademietheater Wien, Berliner Ensemble, 2004)
- 2005: Berliner Ensemble – Die eine und die andere von Botho Strauß. Regie: Luc Bondy
- 2006: Salzburger Festspiele – Così fan tutte. Regie: Ursel und Karl-Ernst Herrmann
- 2018: Staatstheater Stuttgart – König Lear von William Shakespeare. Regie: Claus Peymann

### Operninszenierungen
- La clemenza di Tito von Wolfgang Amadeus Mozart. (Oper Brüssel 1982, Salzburger Festspiele, Pariser Oper, Ständetheater Prag, Teatro Real Madrid, Royal Opera House Covent Garden London, Teatro La Fenice)
- La finta giardiniera von W.A.Mozart (La Monnaie, Brüssel, Salzburger Festspiele 1992, Ständetheater Prag 2009)
- Don Giovanni von Wolfgang Amadeus Mozart (La Monnaie, Brüssel, Dirigent: Sylvain Cambreling)
- Die Entführung aus dem Serail von Wolfgang Amadeus Mozart. (Dirigent: Nikolaus Harnoncourt, Wiener Staatsoper im Theater an der Wien 1989)
- Idomeneo von W.A.Mozart (Pfingstfestspiele Baden-Baden 2000/Salzburger Festspiele 2000 und 2006/Nederlandse Opera Amsterdam 2004 und 2011/Grand Théatre de Genève 2004)
- Così fan tutte von Wolfgang Amadeus Mozart. (Dirigent: Simon Rattle, Osterfestspiele Salzburg 2004. Später Salzburger Festspiele 2004, Dirigent: Philippe Jordan / 2005, Dirigent: Ádám Fischer / 2006, Dirigent: Manfred Honeck)
- Die Zauberflöte von Wolfgang Amadeus Mozart (Mozartwoche Salzburg/Monnaie Brüssel 1991, Dirigent: Sylvain Cambreling u. a.)
- La traviata von Giuseppe Verdi (Monnaie Brüssel(ab 1990)/Rheinoper Düsseldorf)
- Les Boréades von J.P.Rameau (Salzburger Pfingstfestspiele 1999, Dirigent: Simon Rattle)
- Semele von Georg Friedrich Händel (Staatsoper Unter den Linden Berlin 1996/Innsbrucker Festwochen der Alten Musik 1998, Dirigent: René Jacobs)
- Giulio Cesare von Georg Friedrich Händel (Nederlandse Opera Amsterdam/La Monnaie Brüssel, Dirigent: Marc Minkowski/René Jacobs)
- Médée von Luigi Cherubini (Deutsche Oper Berlin, Opéra de Marseille)
- Ombra felice, Pasticcio aus Konzertarien von W.A.Mozart (Salzburger Mozartwoche 1994 & Festspiele, Dirigent: Heinz Holliger)
- Il turco in Italia von Gioacchino Rossini (La Monnaie Brüssel, Dirigent: Ivan Fischer/Philippe Jordan)
- Orfeo ed Euridice von Christoph Willibald Gluck (La Monnaie Brüssel)

Schauspiel:
- Der Bauer als Millionär von Ferdinand Raimund (Wiener Festwochen 1996)

## Schüler (Auswahl)
- Isabelle Kittnar, Katrin Nottrodt, Hinrich Horstkotte